# ジャッキー・ウー
ジャッキー・ウー（年齢非公開、本名：大平義之）は国際俳優、映画プロデューサー、映画監督、ラジオパーソナリティ。
神奈川県横浜市出身。男性。東京都内で会員制の痩身エスティックサロンを経営。

## 略歴
横浜中華街で中国系2世の父親と日本人の母親のもとで育ち、1990年ごろに化粧品や美顔器を販売する訪問販売会社を立ち上げた。1996年香港で俳優としての活動を開始。芸名はジャッキー・チェンと自身の中国姓の合体。1998年からフィリピンでの活動を中心に映画プロデューサ兼主役として映画『TOTAL AIKINDO』に出演。
2004年に世界60カ国で公開された映画『少林キョンシー』に出演。
2006年 自らが作詞、作曲を手がけたシングルCD『架け橋』をリリース。
2013年 カンヌ国際映画祭の「ある視点」部門にプロデュース作品として映画『Death March』がノミネート。
2014年 自主映画を対象とする映画祭、マンハッタン国際映画祭にて映画『KAIKOU（邦題 邂逅）』が最優秀監督賞を受賞。
2016年 自主映画を対象とする映画祭、マドリード国際映画祭にて映画『TOMODACHI』が最優秀外国映画賞・最優秀映画音楽作曲賞を受賞。
2016年 自主映画を対象とする映画祭、ミラノＦＭ国際映画祭にて映画『20years』で最優秀外国映画主演男優賞を受賞。
2017年2月、自主映画を対象とする映画祭、ロンドン国際映画祭にて映画『TOMODACHI（ともだち）』で最優秀主演男優賞を受賞。
2017年5月、自主映画を対象とする映画祭、ニース国際映画祭にて映画『HARUO』で最優秀外国映画主演男優賞を受賞。
2020年12月18日、元フジテレビアナウンサーの河野景子との交際を発表した。

## 家族
離婚歴(2019年)があり一人娘がいる。

## 担当番組

### ラジオ
- JACK STYLE (FMヨコハマ)

(毎週金曜 23:30～24:00)

## 楽曲提供
- 宇多川都
  - 「しあわせになろう」（作詞・作曲）※ヨシユキオオヒラ名義
  - 「CHANCE! CHANCE! CHANCE!」（作曲）※ヨシユキオオヒラ名義
  - 「都」（作詞・作曲）※Jacky Woo名義

## 書籍
- キセキを起こす人になれ（2021年1月14日、幻冬舎）ISBN 978-4344037458